# Terrone
Den Begriff Terrone verwenden die Italiener, hauptsächlich die Einwohner von Norditalien und Mittelitalien, als abwertende oder auch scherzhafte Bezeichnung für Süditaliener. Er bedeutet Erdfresser.

## Herkunft
Erst seit Mitte des 20. Jahrhunderts wird der Begriff in seiner heutigen Bedeutung abschätzig verwendet; ursprünglich stammt er von dem italienischen Wort für Erde terra ab und bezeichnet seit dem 17. Jahrhundert ganz allgemein einen Land- oder Gutsbesitzer. Später wurde der Begriff hauptsächlich als Abstammungsbezeichnung gebraucht.
Ab den 1960er Jahren, nach der Welle der Auswanderung der Arbeiter und Bauern in Süditalien auf der Suche nach Arbeit im industriellen Norden, entwickelte sich der Ausdruck in den urbanen Zentren zu einer Bezeichnung mit einem sehr abfälligen Beigeschmack für einen oft ungebildeten Landarbeiter.

## Terrone als Schimpfwort
Die Bezeichnung der Süditaliener als eine Beleidigung ist historisch vermutlich auf die Tatsache zurückzuführen, dass nur ein Teil der italienischen Bevölkerung die eigentliche Bedeutung des Wortes kannte. Der Oberste Gerichtshof hat in einem Urteil offiziell anerkannt, dass dieser Begriff eine offensive Bedeutung hat. Von diesem Beinamen wird oft auf negative persönliche Eigenschaften geschlossen, hauptsächlich Unwissenheit, mangelnde Bereitschaft zur Arbeit, die Ablehnung von gemeingültigen Normen und eine mangelnde Körperhygiene. Eine weitere Bedeutung hat der Begriff als Bezeichnung einer grobschlächtigen Person ohne Sinn für Mode, Benehmen und Erziehung.
Der ehemalige italienische Fußballnationalspieler Gennaro Gattuso sieht in diesem auch Positives. Er meint: „Terrone sein, heißt profunde Wurzeln zu haben, heißt die Tradition zu pflegen, die eigene Kultur niemals zu verleugnen, dem eigenen Sohn den Vornamen des Großvaters zu geben und einen heiligen Respekt vor der Familie zu haben.“